# Anthony Fernandes (biskup)
Anthony Fernandes (ur. 6 lipca 1936 w Kalathur, zm. 3 lutego 2023 w Delhi) – indyjski duchowny rzymskokatolicki, w latach 1989-2014 biskup Bareilly.

## Życiorys
Święcenia kapłańskie przyjął 2 grudnia 1964. 19 stycznia 1989 został prekonizowany biskupem Bareilly. Sakrę biskupią otrzymał 29 marca 1989. 11 lipca 2014 przeszedł na emeryturę.